# 考夫曼體育場
考夫曼體育場（英語：Kauffman Stadium），是位於美國密蘇里州堪薩斯城的一座棒球場，目前為美國職棒大聯盟堪薩斯市皇家的主場。

## 簡介
1973年，球場啟用，並使用至今。
而在考夫曼球場的旁邊，則是美國職業足球大聯盟堪薩斯城酋長的主場——箭头体育场。
2012年，美國職棒大聯盟全明星賽則在此球場舉行。

## 外部連結
- 考夫曼球場官方網站 （页面存档备份，存于）
- 考夫曼球場的歷史 （页面存档备份，存于）